# 프랜시스 바비에이

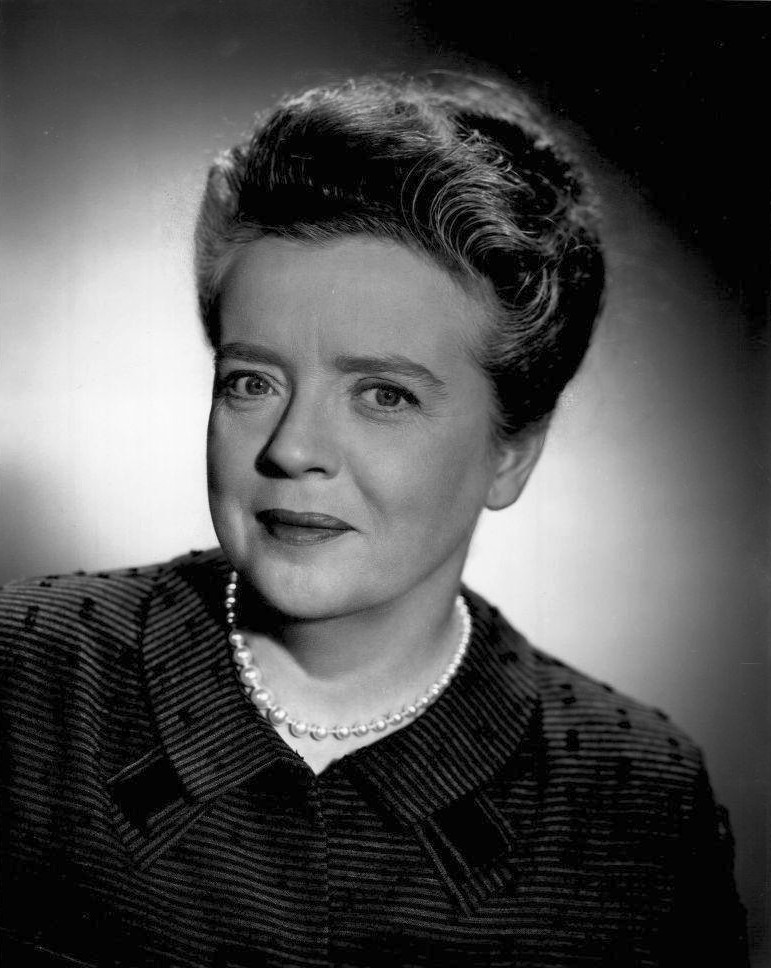
프랜시스 바비에이

프랜시스 바비에이(영어: Frances Bavier, 1902년 12월 14일 ~ 1989년 12월 6일)는 미국의 배우이다. 60년대 시트콤 《앤디 그리피스 쇼》에서 비 고모(Aunt Bee) 역으로 출연한 것으로 유명하다.

## 영화
- 벤지 (1974년)
- 더 스투지 (1952년)
- 분노의 강 (1952년)
- 지구 최후의 날 (1951년)